# Lars Rundblom
Lars Magnus Rundblom, född 19 mars 1963 i Västerås, är en svensk näringslivsperson med lång erfarenhet från mediebranschen.
Lars Rundblom växte upp som prästson, hans far var bland annat präst i Dalby strax öster om Branäs.
Rundblom tillträdde 1998 som vd för Vestmanlands läns tidning, efter en period som marknadschef på samma plats. År 2001 övergick han till Göteborgsposten, först som marknadschef, och 2005 som vd. År 2010 tillträdde han en post som marknadsdirektör på mediekoncernen Stampen, men sa upp sig efter två år.
År 1999 köpte Rundblom, tillsammans med sin bror, en majoritet i skidanläggningen i Branäs. Under flera år byggde familjen upp anläggningen och köpte även flera andra anläggningar. När han slutade på Göteborgspostet gick han in och arbetade operativt i Branäs en period.
Rundblom är ledamot i Medieakademin. 